# Flughafen Ha'il

i7
i11
i13
Der Flughafen Ha'il (arabisch مطار حائل, DMG Maṭār Ḥāʾil, IATA-Code: HAS, ICAO-Code: OEHL) liegt im nordwestlichen Zentrum Saudi-Arabiens, etwa 8 Kilometer südlich der Stadt Ha'il, der Hauptstadt der gleichnamigen Provinz.
Der Flughafen Ha'il liegt auf einer Höhe von 1015 m und wurde im Jahr 1974 eröffnet. Es werden unter anderem Kairo, Dubai und Riad angeflogen.

## Zwischenfälle
- Am 8. April 1967 befand sich eine Douglas DC-3/C-47B-30-DK der britischen Hunting Surveys (Luftfahrzeugkennzeichen G-AMYW) auf einem Vermessungsflug über Saudi-Arabien in einer Höhe von 400 Fuß (120 Metern), als die Besatzung eine Ölleckage im Triebwerk Nr. 2 (rechts) vermutete. Das Triebwerk wurde voreilig abgestellt. Nach Schuberhöhung auf dem Triebwerk Nr. 1 (links) überdrehte dessen Propeller aufgrund eines technischen Defekts, was zu erhöhtem Widerstand führte. Versuche, das rechte Triebwerk wieder anzulassen, scheiterten, so dass die Maschine 130 Kilometer südwestlich des Flughafens Ha'il auf dem Boden aufschlug und irreparabel beschädigt wurde. Alle vier Besatzungsmitglieder, die einzigen Insassen, überlebten den Unfall.[3]